# Paul Omba-Biongolo
Paul Omba-Biongolo (* 28. Dezember 1995 in Vienne) ist ein französischer Boxer im Schwergewicht.

## Karriere
Paul Omba-Biongolo ist rund 1,87 m groß und begann 2006 mit dem Boxen. Er wurde 2015 Dritter bei den französischen Meisterschaften und schied im Viertelfinale der Europaspiele 2015 in Aserbaidschan gegen Abdulqədir Abdullayev (0:3) aus. Bei den Weltmeisterschaften 2015 in Katar verlor er im ersten Kampf gegen Chouaib Bouloudinats (0:3). Dafür gewann er im gleichen Jahr das Box-Am-Turnier in Spanien, den Chemiepokal in Deutschland und das Tammer-Turnier in Finnland. Sein dabei bedeutendster Sieg gelang ihm gegen Clemente Russo (3:0).
2016 wurde er französischer Meister und nahm an der europäischen Olympiaqualifikation in der Türkei teil, wo er mit Siegen gegen Armend Xhoxhaj (3:0), Igor Jakubowski (2:1), Alen Babić (TKO) und Heworh Manukjan (3:0), ein Olympiaticket lösen konnte. Bei den Olympischen Spielen 2016 in England unterlag er im ersten Duell erneut gegen Abdulqədir Abdullayev (TKO).
Im März 2017 gewann er die Goldmedaille der U22-Europameisterschaften in Rumänien, nachdem er sich gegen Dmitrij Fomin (TKO), Indrit Laçi (TKO), Roy Korving (5:0), Narek Manasyan (3:2) und Toni Filipi (3:2) durchgesetzt hatte. Er wurde daraufhin im Juni auch bei den Europameisterschaften 2017 in der Ukraine aufgeboten, wo er eine Bronzemedaille gewann. Nach Siegen gegen Kristian Dimitrow (3:2) und Ramasan Muslimow (3:2), war er im Halbfinale gegen Jewgeni Tischtschenko (0:5) ausgeschieden. In diesem Jahr wurde er zudem erneut Dritter bei den nationalen Meisterschaften.
Im Juni 2018 gewann er eine Bronzemedaille bei den Mittelmeerspielen in Spanien, nachdem er im Halbfinale gegen Toni Filipi unterlegen war. Im November desselben Jahres verlor er bei den EU-Meisterschaften in Spanien bereits im ersten Kampf gegen den Finnen Krenar Aliu.